# Dystrykt Jakobabad
Dystrykt Jakobabad (Jacobabad) – dystrykt w południowym Pakistanie w prowincji Sindh. W 1998 roku liczył 1 425 572 mieszkańców (z czego 52,19% stanowili mężczyźni) i obejmował 252 713 gospodarstw domowych. Siedzibą administracyjną dystryktu jest Jakobabad.